# ロッテルダム (揚陸艦)
ロッテルダム（HNLMS Rotterdam, L800）は、オランダ海軍のドック型輸送揚陸艦（LPD）。準同型艦に「ヨハン・デ・ウィット」およびスペイン海軍のガリシア級があり、後にエンフォーサー型としてシリーズ化された。

## 来歴
オランダ海軍の両用戦部隊は、もともと上陸用舟艇しか保有しておらず、1950年代末より揚陸艦の整備を志向しはじめた。1980年代初頭には輸送揚陸艦（Amphibious Transport Ship, ATS）として要求事項が固まり、1984年より予備設計を開始、1988年12月には幕僚要求事項が策定された。
この時期、スペイン海軍でも似たような揚陸艦の建造を検討していたことから、1990年、オランダの計画への参加を打診した。当時、両国はちょうどパティーニョ級補給艦を共同で開発していたこともあって、両者の計画は合流することになり、1992年6月に覚書が取り交わされた。1993年12月にはオランダのロイヤル・スヘルデ（現在のダーメン社）とスペインのバサン社（現在のナバンティア社）による統合設計のプロジェクト定義が完了、1994年4月25日には建造契約が発注された。

## 設計
艦の前方に寄せて箱型の上部構造物を備え、後部船体内はウェルドック、その上方はヘリコプター甲板という、オーソドックスなドック型輸送揚陸艦（LPD）の設計を採用している。船価低減のため、設計はロイド船級協会の商船規格に準じて行われた。ただし船体消磁コイルや気密シタデル構造など、軍艦としての装備も備えている。またウェルドックに漲水する際に船体を傾斜させるため、4,000トンの容量をもつバラストタンクを備えている。
主機にはディーゼル・エレクトリック方式が採用された。これは、搭載艇発進時の低速航行（5ノット）から高速巡航（20ノット）までの幅広い速度域をカバーするとともに、良好な燃費を実現するための措置であった。その電源としては、ストーク-バルチラ12SW28ディーゼルエンジンを原動機とする発電機（3,650キロワット）を4セット搭載した。主電動機（単機出力8,314馬力）2基および低速電動機（単機出力600馬力）2基により、固定ピッチ・プロペラ2軸を駆動する。また精密な操艦が求められる場合に備えて、バウスラスターも備えた。
なお艦内サービス用の電源としては、主発電機からの3,650キロワットのほか、停泊発電機として1,000キロワットのディーゼル発電機も1基搭載された。

## 能力

### 輸送揚陸機能
本艦は、完全装備の1個海兵大隊を搭載できるよう設計されており、611名の海兵隊員を30日に渡って収容できる居住区が確保されている。また期間を48時間に限れば50名、24時間であれば150名の増員が可能である。なお病院船機能として、手術室2室、集中治療室10床、病床100床を備えている。
車両甲板は903平方メートルで、レオパルト2主力戦車30両または装甲兵員輸送車160両を搭載できる。またウェルドック（885平方メートル）も車両甲板に転用できるほか、軽車両であればヘリコプター甲板（1,340平方メートル）にも搭載できる。ヘリコプター甲板と車両甲板を連絡するエレベーターの力量は25トンである。また舷側のサイドランプによってRO-RO機能も発揮できるほか、それぞれ力量25トンと2.5トンのクレーンによる揚搭も可能である。
車両甲板の後方に連続してウェルドックが設けられており、LCVP Mk.3なら6隻、LCU Mk.9やLCM(8)なら4隻を収容できる。
なお海兵隊の装備用として630立方メートル、弾薬320立方メートル、その他補給品627立方メートル（冷蔵品136立方メートル）の収容スペースが確保されている。

### 航空運用機能
上部構造物後端はハンガーとされており、甲板面積は510平方メートル、クーガーやNH90といった中型の輸送ヘリコプターであれば6機、大型のマーリンであれば4機を収容できる。その後方の艦尾甲板はヘリコプター甲板とされ、長さ60×幅25メートル、発着スポット2個が設定されている。
なお対潜戦におけるヘリ空母としての運用も想定されており、Mk.46短魚雷30発とソノブイ300本を搭載できる。

### 個艦防御機能
対空捜索レーダーとしてはDA-08を搭載するが、そのアンテナ部分はヤコブ・ファン・ヘームスケルク級フリゲートから撤去されたDA-05のものが流用されている。なお戦術情報処理装置としてSEWACOが搭載されており、リンク 11および14による戦術データ・リンクに対応している。
火器としては、ゴールキーパー 30mmCIWS 2基のほかにMk.10 20mm機銃4基も搭載されていたが、これは2003年に12.7mm単装機銃に換装された。またこの他、乗艦したスティンガー携帯式防空ミサイルシステム部隊も防空に参加できる。

## 艦歴
1999年、コソボ紛争に際してNATOによるアルバニア系住民支援作戦に従事した。2000年には国際連合エチオピア・エリトリア派遣団（UNMEE）に、2003年には国際連合リベリア・ミッション（UNMIL）へ派遣されている。
DA-08対空・対水上捜索レーダーは、後日の近代化改修によりタレス・ネーデルランド製のNS100 3次元捜索レーダーに換装された。